# Örvös császárgalamb
Az örvös császárgalamb (Ducula zoeae) a madarak osztályának galambalakúak (Columbiformes) rendjébe és a galambfélék (Columbidae) családjába tartozó faj.
A magyar név forrással nincs megerősítve.

## Előfordulása
Indonézia és Pápua Új-Guinea területén honos. Trópusi és szubtrópusi erdők lakója.
|  |